# 'Ndrangheta
'Ndrangheta é um proeminente tipo da máfia italiana, sindicato do crime organizado com sede na região peninsular da Calábria e que remonta ao Século XVIII. É considerado o grupo de crime organizado mais poderoso do mundo. Desde a década de 1950, após a emigração em larga escala da Calábria, a organização se estabeleceu em todo o mundo. É caracterizada por uma estrutura horizontal composta por clãs autônomos conhecidos como 'Ndrina, baseados quase exclusivamente em laços de sangue. Sua principal atividade é o narcotráfico, do qual detém quase o monopólio na Europa, mas também lida com tráfico de armas, lavagem de dinheiro, extorsão, agiotagem e prostituição. A 'Ndrangheta mantém relações privilegiadas com os principais cartéis sul-americanos, que a consideram seu parceiro europeu mais confiável.
É capaz de influenciar fortemente a política local e nacional e de se infiltrar em grandes setores da economia legal. Em 2013, eles supostamente faturaram 53 bilhões de euros, de acordo com um estudo do Demoskopika Research Institute. Um diplomata dos Estados Unidos estimou que as atividades de tráfico de drogas, extorsão e lavagem de dinheiro da organização representaram pelo menos três por cento do PIB da Itália em 2010.

## História

### Origem
A 'Ndrangheta já era conhecida durante o reinado dos Bourbons de Nápoles. Na primavera de 1792, foi publicado o primeiro relatório oficial sobre a organização, e uma missão como "Visitante Real" foi confiada a Giuseppe Maria Galanti; ele viajou pela maior parte da Calábria, muitas vezes também fazendo uso de relatórios de locais considerados confiáveis. Este trabalho foi analisado por vários historiadores contemporâneos. Luca Addante escreve na introdução à reedição do relatório de Galanti ("Giornale di viaggio in Calabria", Rubbettino Editore, 2008): "os assassinatos, os roubos, os raptos eram infinitos; a ignorância do clero era escandalosa; os nobres das aldeias, obcecados com a ideia de enriquecer-se e depois enobrecer-se, monopolizadores gananciosos das administrações locais, que cresceram à sombra de um decadente nobreza cujos restos mortais estavam sendo preparados."
Galanti relatou fenômenos criminosos perturbadores, observando como a administração ineficiente da justiça, a corrupção e o monopólio dos barões começavam a produzir casos, como em Maida, de "um pequeno bando de jovens aproveitadores que cometem violência com o uso de de armas de fogo. A Justiça está ociosa porque sem força e sem sistema as pessoas mal intencionadas tornam-se policiais (uma espécie de guarda urbano)." No distrito de Gerace, "as rusgas dos criminosos no campo são gerais. Quase todos os milicianos são os mais encrenqueiros da província porque os criminosos e os devedores adotam essa profissão e são garantidos pelos comandantes em desacato às leis. Com isso, os crimes, que crescem a cada dia".
Em 1861, o prefeito de Reggio Calabria já notava a presença dos chamados camorristi, termo usado na época porque não havia um nome formal para o fenômeno na Calábria (a Camorra era a organização criminosa mais antiga e conhecida de Nápoles). Desde a década de 1880, há ampla evidência de grupos do tipo 'Ndrangheta em relatórios policiais e sentenças de tribunais locais. Na época, eles eram frequentemente chamados de picciotteria, onorata società (sociedade honrada) ou camorra e máfia. Essas sociedades secretas nas áreas da Calábria ricas em oliveiras e videiras eram distintas das formas frequentemente anárquicas de banditismo e eram organizadas hierarquicamente com um código de conduta que incluía omertà – o código de silêncio – de acordo com uma sentença do tribunal de Reggio Calabria em 1890. Uma sentença de 1897 do tribunal de Palmi mencionou um código de regras escrito encontrado na aldeia de Seminara baseado em honra, sigilo, violência, solidariedade (muitas vezes baseada em relações de sangue) e assistência mútua.

### Etimologia
Na cultura popular em torno de 'Ndrangheta na Calábria, muitas vezes aparecem referências a La Garduña. Além dessas referências, no entanto, não há nada que comprove uma ligação entre as duas organizações. A palavra calabresa 'Ndrangheta deriva do grego ἀνδραγαθία andragathía para "heroísmo" e viril "virtude" ou ἀνδράγαθος andrágathos, palavras compostas de ἀνήρ, anḗr (gen. ἀνδρóς, andrós), ou seja, homem, e ἀγαθός, agathós, ou seja, bom, corajoso, significando um homem corajoso. Em muitas áreas da Calábria, o verbo 'ndranghitiari, do verbo grego andragathízesthai, significa "envolver-se em uma atitude desafiadora e valente". A palavra 'Ndrangheta foi trazida a um público mais amplo pelo escritor calabrês Corrado Alvaro no Corriere della Sera em setembro de 1955.

### História moderna
Até 1975, a 'Ndrangheta restringia suas operações italianas à Calábria, principalmente envolvidas em extorsão e chantagem. Seu envolvimento no contrabando de cigarros ampliou seu alcance e contatos com a Cosa Nostra e a Camorra. Com a chegada das grandes obras públicas à Calábria, o skimming das empreitadas públicas tornou-se uma importante fonte de receitas. Desentendimentos sobre como distribuir os espólios levaram à Primeira Guerra da 'Ndrangheta (1974-1977), matando 233 pessoas. As facções dominantes começaram a sequestrar pessoas ricas localizadas no norte da Itália para resgate. Um caso de destaque foi o sequestro de John Paul Getty III em 1973, que teve sua orelha decepada enviada a um jornal em novembro e posteriormente libertada em dezembro após o pagamento negociado de 2,2 milhões de dólares pelo avô de Getty, J. Paul Getty. Segundo relatos, houve mais de 200 sequestros entre a década de 1970 e meados da década de 1990, acreditados pela 'Ndrangheta.
A Segunda Guerra 'Ndrangheta durou de 1985 a 1991. A sangrenta guerra de seis anos entre os clãs Condello-Imerti-Serraino-Rosmini e os clãs De Stefano-Tegano-Libri-Latella levou a mais de 600 mortes. A máfia siciliana contribuiu para o fim do conflito e provavelmente sugeriu a criação subsequente de um órgão superordenado, chamado La Provincia, para evitar mais lutas internas.
Em 1996, o Solntsevskaya Bratva da máfia russa, muito próximo dos narcotraficantes vietnamitas em Moscou e do Cartel de Cali, apoiou a 'Ndrangheta. O prefeito de Moscou no final da década de 1990, Yuri Luzhkov, também deu apoio a esses grupos. A máfia Solntsevskaya tem laços estreitos com o Serviço Federal de Segurança (FSB) e controla o território ao redor da Academia FSB em Moscou. Os Tambovskaya Bratva, que estão intimamente associados à ascensão política de Vladimir Putin, apoiam a máfia Solntsevsksya.  Na década de 1990, a organização passou a investir no comércio ilegal internacional de drogas, importando principalmente cocaína da Colômbia.
O vice-presidente do parlamento regional da Calábria, Francesco Fortugno, foi morto pela 'Ndrangheta em 16 de outubro de 2005 em Locri. Seguiram-se então manifestações contra a organização, com jovens manifestantes carregando bandeirolas com os dizeres "Ammazzateci tutti!", italiano para "Matar todos nós". O governo nacional iniciou uma operação de fiscalização em grande escala na Calábria e prendeu vários 'ndranghetisti, incluindo os assassinos de Fortugno.
A 'Ndrangheta expandiu suas atividades para o norte da Itália, principalmente para vender drogas e investir em negócios legais que poderiam ser usados para lavagem de dinheiro. Em maio de 2007, vinte membros da 'Ndrangheta foram presos em Milão. Em 30 de agosto de 2007, centenas de policiais invadiram a cidade de San Luca, o ponto focal da amarga rixa de San Luca entre clãs rivais entre os 'Ndrangheta. Mais de 30 homens e mulheres, ligados ao assassinato de seis homens italianos na Alemanha, foram presos.
Desde 30 de março de 2010, a 'Ndrangheta é considerada uma organização de tipo mafiosa, de acordo com o artigo 416-bis do Código Penal italiano.
Em março de 2011, a Ndrangheta se expandiu para o norte da Itália devido aos seus "recursos financeiros ilimitados", de acordo com a Comissão Anti-Máfia Italiana.
Em 4 de junho de 2012, várias prisões na Espanha, Croácia, Eslovênia, Itália, Holanda, Bulgária e Finlândia foram feitas após a investigação do Ministério Público Anti-Máfia do Distrito de Milão sobre várias contas bancárias na Suíça e uma frota de navios que transportavam cocaína para Europa da Venezuela, Argentina e República Dominicana.
Em 9 de outubro de 2012, após uma investigação de meses do governo central, a Câmara Municipal de Reggio Calabria, chefiada pelo prefeito Demetrio Arena, foi dissolvida por supostas ligações com o grupo. Arena e todos os 30 vereadores foram demitidos para evitar qualquer "contágio da máfia" no governo local. Esta foi a primeira vez que um governo de uma capital de um governo provincial foi demitido. Três administradores nomeados pelo governo central governaram a cidade por 18 meses até novas eleições. A mudança ocorreu depois que vereadores não identificados foram suspeitos de terem laços com a 'Ndrangheta sob o governo de centro-direita de 10 anos do prefeito Giuseppe Scopelliti.
A infiltração de 'Ndrangheta em cargos políticos não se limita à Calábria. Em 10 de outubro de 2012, o comissário do governo regional de Milão encarregado da habitação pública, Domenico Zambetti, do O Povo da Liberdade (PDL), foi preso sob a acusação de ter pago a 'Ndrangheta em troca de uma vitória eleitoral e extorquir favores e contratos do oficial de habitação, incluindo propostas de construção para a Exposição Universal de 2015 em Milão. A investigação da suposta compra de votos ressalta a infiltração da 'Ndrangheta na máquina política da rica região da Lombardia, no norte da Itália. A prisão de Zambetti marcou o maior caso de infiltração de 'Ndrangheta até agora descoberto no norte da Itália e levou a pedidos de renúncia do governador da Lombardia, Roberto Formigoni.
Em 2014, na operação conjunta do FBI e da polícia italiana denominada New Bridge, membros das famílias americanas Gambino e Bonanno foram presos, bem como dez membros do clã Ursino. Raffaele Valente estava entre os presos. Em escutas telefônicas italianas, ele revelou que havia criado uma facção do Ursino 'Ndrangheta na cidade de Nova York. Valente foi condenado por tentar vender uma espingarda serrada e um silenciador para um agente do FBI disfarçado por 5.000 mil dólares em uma padaria no Brooklyn. Ele foi condenado a três anos e um mês de prisão. O associado de Gambino, Franco Lupoi, e seu sogro, Nicola Antonio Simonetta, foram descritos como os eixos da operação. Organizações internacionais como a Interpol também se envolveram em operações contra a 'Ndrangheta, especificamente no lançamento da Cooperação da INTERPOL contra a 'Ndrangheta (I-CAN). Em junho de 2014, o Papa Francisco denunciou a 'Ndrangheta por sua "adoração ao mal e desprezo pelo bem comum" e prometeu que a Igreja Católica ajudaria a combater o crime organizado, dizendo que os mafiosos foram excomungados. Um porta-voz do Vaticano esclareceu que as palavras do papa não constituem uma excomunhão formal sob a lei canônica, pois é necessário um período de processo legal antes.
Em 12 de dezembro de 2017, 48 membros da 'Ndrangheta foram presos por associação mafiosa, extorsão, danos criminais, transferência fraudulenta de bens e posse ilegal de armas de fogo. Dos 48 detidos, quatro foram obrigados a cumprir prisão domiciliar e 44 foram condenados a prisão preventiva. Duas vezes prefeito de Taurianova, na Calábria, e seu ex-membro do gabinete estavam entre os indiciados. Foi alegado pelos investigadores que os clãs calabreses se infiltraram na construção de obras públicas, controle de corretagem imobiliária, campos de alimentos, produção de estufas e energia renovável.
Segundo alguns relatos, a 'Ndrangheta trabalha em conjunto com cartéis de drogas mexicanos no tráfico de drogas, como o exército mercenário conhecido como Los Zetas.
Em 9 de janeiro de 2018, a aplicação da lei na Itália e na Alemanha prendeu 169 pessoas em conexão com a máfia 'Ndrangheta, especificamente os clãs Farao e Marincola baseados na Calábria. Ativos no valor de 50 milhões de euros foram apreendidos. A acusação menciona que proprietários de restaurantes, sorveterias, hotéis e pizzarias alemães foram forçados a comprar vinho, massa de pizza, doces e outros produtos feitos no sul da Itália. O clã Farao era liderado pelo preso perpétuo Giuseppe Farao, antes das prisões, e estava passando ordens para seus filhos. Eles controlavam padarias, vinhedos, olivais, funerárias, lavanderias, usinas de reciclagem de plástico e estaleiros. A disposição de resíduos da siderúrgica Ilva, com sede em Taranto, também foi infiltrada. Algumas das acusações eram associação mafiosa, tentativa de homicídio, lavagem de dinheiro, extorsão e posse e tráfico ilegal de armas. O promotor italiano Nicola Gratteri disse que as prisões foram o passo mais importante dado contra o 'Ndrangehta nos últimos 20 anos. Onze suspeitos foram detidos e acusados de chantagem e lavagem de dinheiro. Eles foram deportados de volta para a Itália. Alessandro Figliomeni, ex-prefeito de Siderno, na Calábria, foi condenado a 12 anos de prisão em 7 de maio de 2018. Ele é supostamente membro do clã Commisso 'ndrina e serviu no topo da hierarquia.
Em dezembro de 2019, mais de 300 pessoas foram presas na Calábria por suspeita de pertencer à 'Ndrangheta em uma operação que envolveu 2.500 policiais. Entre os presos estava Giancarlo Pittelli, um proeminente advogado e ex-membro do partido Forza Italia, de Silvio Berlusconi. As prisões foram consideradas por Nicola Gratteri, promotor-chefe de Catanzaro, o segundo maior número na história do crime organizado italiano, depois daquelas que levaram ao chamado "Maxi Julgamento" dos chefes da máfia siciliana em Palermo entre 1986 e 1992. O julgamento contra os mais de 300 membros da 'Ndrangheta começou em 13 de janeiro de 2021.
No início de maio de 2023, uma repressão policial à rede 'Ndrangheta por suspeita de contrabando de cocaína, lavagem de dinheiro e vários outros crimes fez com que 108 pessoas fossem presas na Itália pelos Carabinieri e 30 pessoas presas em vários estados da Alemanha por mais de 1.000 policiais. As incursões foram preparadas durante quatro anos em investigações altamente secretas e resultaram de uma investigação coordenada por investigadores na Bélgica, França, Alemanha, Itália, Portugal e Espanha. As principais investigações incluíram um vislumbre do funcionamento interno da organização, incluindo seus telefones criptográficos e serviços como EncroChat e Sky ECC, que 'Ndrangheta recorreu ao uso em meio a restrições de movimento impostas pela pandemia de COVID-19.

## Características
As agências italianas anticrime organizado estimaram em 2007 que a 'Ndrangheta tem uma receita anual de cerca de 35–40 bilhões de euros, o que equivale a aproximadamente 3,5% do PIB da Itália. Isso vem principalmente do tráfico ilegal de drogas, mas também de negócios ostensivamente legais, como construção, restaurantes e supermercados. A 'Ndrangheta tem um forte controle sobre a economia e a governança na Calábria. De acordo com um telegrama da Embaixada dos Estados Unidos vazado pelo WikiLeaks, a 'Ndrangheta controla grandes segmentos de seu território e economia, e responde por pelo menos três por cento do PIB da Itália por meio do tráfico de drogas, extorsão, desvio de contratos públicos e usura.
A principal diferença com a Máfia está nos métodos de recrutamento. A 'Ndrangheta recruta membros com base no critério de relações de sangue, resultando em uma coesão extraordinária dentro do clã familiar que apresenta um grande obstáculo à investigação. Espera-se que os filhos de 'ndranghetisti sigam os passos de seus pais e passem por um processo de preparação na juventude para se tornarem giovani d'onore (meninos de honra) antes de finalmente entrarem nas fileiras como uomini d'onore (homens de honra). Existem relativamente poucos mafiosos da Calábria que optaram por se tornar um pentito; no final de 2002, havia 157 testemunhas calabresas no programa estadual de proteção à testemunha. Ao contrário da máfia siciliana no início dos anos 1990, eles evitaram meticulosamente um confronto direto com o Estado italiano.
A acusação na Calábria é prejudicada pelo fato de que juízes e promotores italianos com notas altas nos exames podem escolher seu cargo; aqueles que são forçados a trabalhar na Calábria geralmente pedem para serem transferidos imediatamente. Com a fraca presença do governo e funcionários corruptos, poucos civis estão dispostos a se manifestar contra a organização.

## Estrutura

### Estrutura organizacional

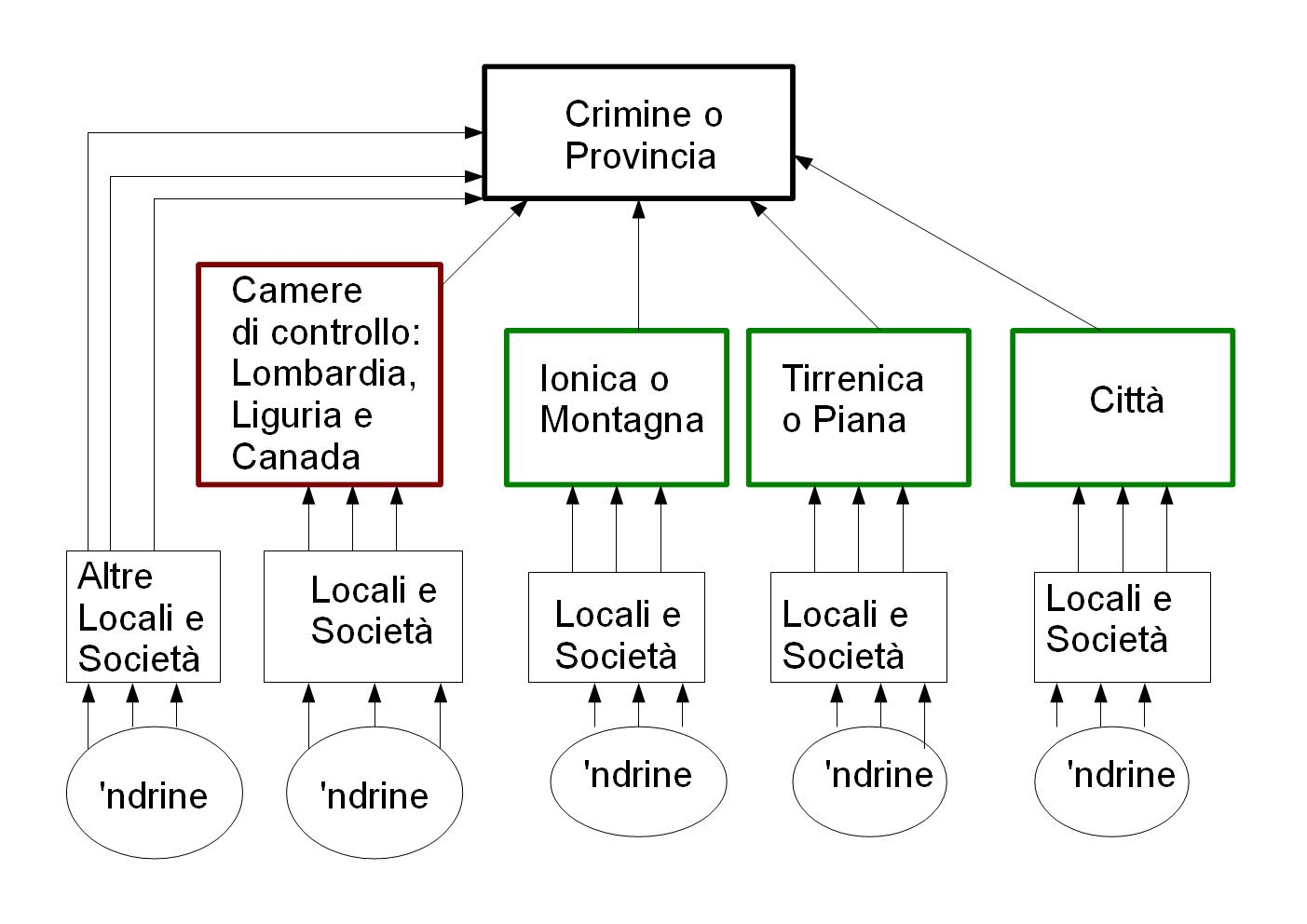
Hierarquia 'Ndrangheta (rotulado em italiano)

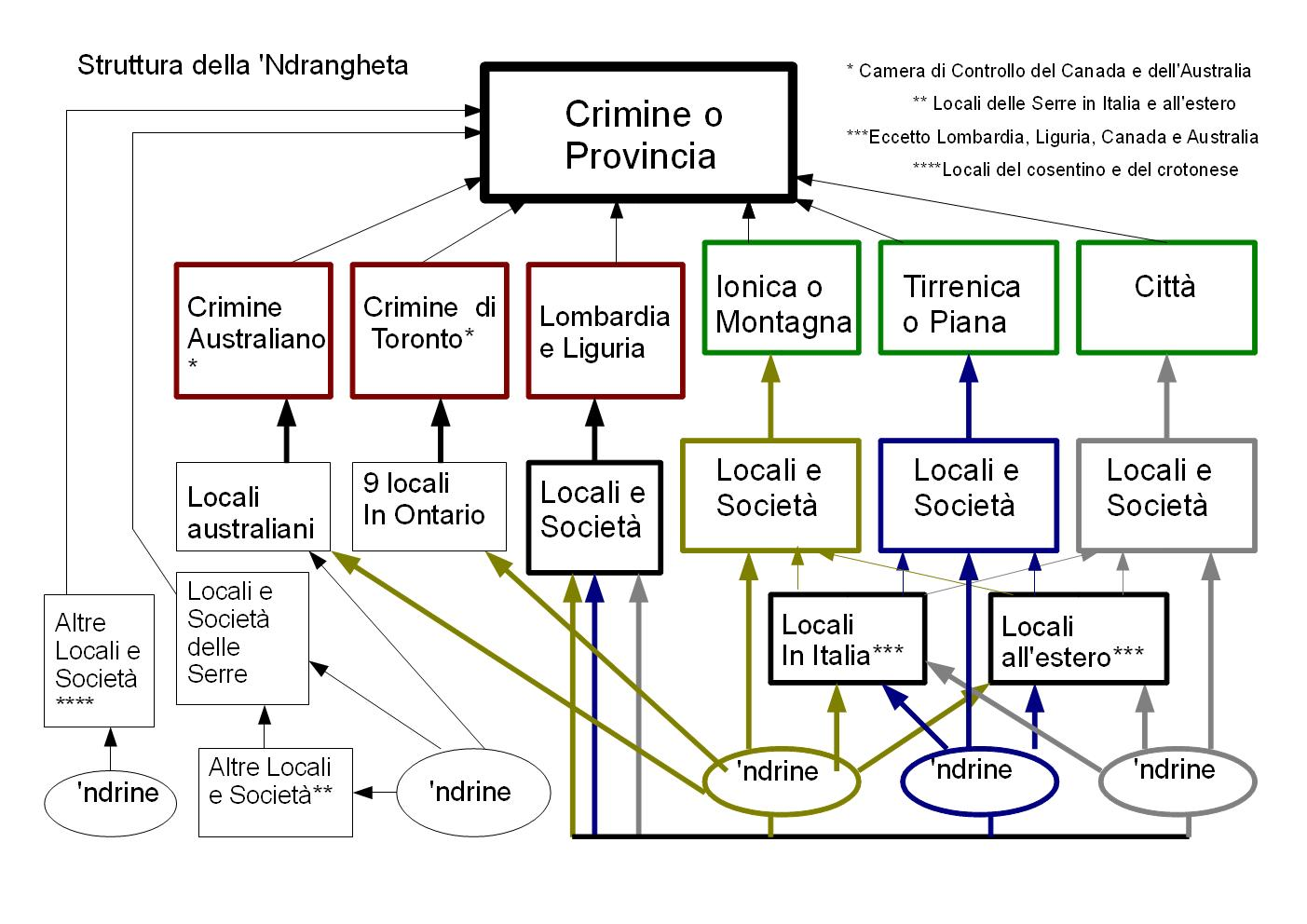
'Ndrangheta estrutura (detalhado, rotulado em italiano)

Tanto a Cosa Nostra siciliana quanto a 'Ndrangheta são confederações soltas de cerca de cem grupos organizados, também chamados de cosche ou famílias, cada um dos quais reivindica soberania sobre um território, geralmente uma cidade ou vila, embora sem nunca conquistar e legitimar totalmente seu monopólio de violência.
Existem aproximadamente 100 dessas famílias, totalizando entre 4.000 e 5.000 membros em Reggio Calabria. Outras estimativas mencionam 6.000–7.000 homens; em todo o mundo, pode haver cerca de 10.000 membros.
A maioria dos grupos (86) opera na província de Reggio Calabria, embora uma parte dos 70 grupos criminosos registrados nas províncias calabresas de Catanzaro e Cosenza também pareça ser formalmente afiliada à 'Ndrangheta. As famílias estão concentradas em aldeias pobres da Calábria, como Platì, Locri, San Luca, Africo e Altomonte, bem como na principal cidade e capital da província, Reggio Calabria. San Luca é considerado o reduto da 'Ndrangheta. De acordo com um ex-'ndranghetista, "quase todos os habitantes do sexo masculino pertencem à 'Ndrangheta, e o Santuário de Polsi há muito é o ponto de encontro dos afiliados". Chefes de fora da Calábria, de lugares tão distantes como Canadá e Austrália, frequentam regularmente as reuniões no Santuário de Polsi, uma indicação de que os 'ndrine ao redor do mundo se percebem como parte de uma mesma entidade coletiva.
A unidade organizacional local básica da 'Ndrangheta é chamada de locale (local ou lugar) com jurisdição sobre uma cidade inteira ou uma área em um grande centro urbano. Um local pode ter filiais, chamadas  'ndrina (plural: 'ndrine), nos distritos da mesma cidade, em vilas e vilas vizinhas, ou mesmo fora da Calábria, em cidades e vilas no norte industrial da Itália e em torno de Turim e Milão: por exemplo, Bardonecchia, uma cidade alpina na província de Turim, no Piemonte, onde a presença da 'Ndrangheta é atestada desde o início da década de 60. Em 1995, Bardonecchia foi o primeiro município no norte da Itália dissolvido por suposta infiltração da máfia, com a prisão de Rocco Lo Presti, o histórico chefe da 'Ndrangheta de Bardonecchia e Vale de Susa. As pequenas cidades de Corsico e Buccinasco na Lombardia são consideradas redutos da 'Ndrangheta. Às vezes sotto 'ndrine são estabelecidos. Essas subunidades gozam de alto grau de autonomia – possuem um líder e uma equipe independente. Em alguns contextos, os 'ndrine tornaram-se mais poderosos do que o local do qual dependem formalmente. Outros observadores sustentam que o 'ndrina é a unidade organizacional básica. Cada 'ndrina é "autônoma em seu território e nenhuma autoridade formal está acima do "chefe 'ndrina", de acordo com a Comissão Antimáfia. O 'ndrina geralmente controla uma pequena cidade ou um bairro. Se mais de um 'ndrina opera na mesma cidade, eles formam uma locale.
A família de sangue e os membros da família do crime se sobrepõem em grande medida dentro da 'Ndrangheta. Em geral, o 'ndrine consiste em homens pertencentes à mesma linhagem familiar. Salvatore Boemi, promotor antimáfia em Reggio Calabria, disse à Comissão Antimáfia italiana que "alguém se torna membro pelo simples fato de ter nascido em uma família mafiosa", embora outros motivos possam atrair um jovem a buscar a adesão, e não parentes também foram admitidos. Os casamentos ajudam a consolidar as relações dentro de cada 'ndrina e a expandir o número de membros. Como resultado, algumas famílias de sangue constituem cada grupo, portanto, "um grande número de pessoas com o mesmo sobrenome muitas vezes acaba sendo processado por pertencer a um determinado 'ndrina". De fato, uma vez que não há limite para membros de uma única unidade, os chefes tentam maximizar os descendentes.
Na parte inferior da cadeia de comando estão os picciotti d'onore ou soldados, de quem se espera que executem tarefas com obediência cega até serem promovidos ao próximo nível de cammorista, onde receberão o comando de seu próprio grupo de soldados. O próximo nível, separado pela 'ndrina, mas parte da 'Ndrangheta, é conhecido como santista e ainda mais alto é o vangelista, sobre o qual o gângster promissor tem que jurar sua dedicação a uma vida de crime na Bíblia. O Quintino, também chamado Padrino, é o segundo escalão de comando de um clã 'Ndrangheta (nome Ndrina), sendo constituído por cinco membros privilegiados da família do crime que reportam diretamente ao chefe, o capobastone (chefe do comando).

### Estrutura de poder
Por muitos anos, o aparato de poder das famílias individuais foram os únicos órgãos governantes dentro das duas associações, e eles permaneceram os verdadeiros centros de poder mesmo depois que órgãos superordenados foram criados na Cosa Nostra a partir da década de 1950 (a Comissão da Máfia Siciliana), e na 'Ndrangheta um órgão superordenado foi criado apenas em 1991 como resultado de negociações para acabar com anos de violência intrafamiliar. No entanto, a autonomia absoluta das famílias criminosas da Calábria antes disso não é apoiada por evidências históricas. Pelo menos desde o final do século XIX, existem alguns mecanismos estáveis de coordenação e solução de controvérsias. Contatos e reuniões entre os chefes do local eram frequentes.
Uma nova investigação, conhecida como Operação Criminoso, que terminou em julho de 2010 com a prisão de 305 membros da 'Ndrangheta revelou que a 'Ndrangheta era extremamente "hierárquica, unida e piramidal", e não apenas baseada em clãs como se acreditava anteriormente, como disse o principal promotor antimáfia da Itália, Pietro Grasso.
Pelo menos desde a década de 1950, os chefes da 'Ndrangheta locale se reúnem regularmente perto do Santuário de Nossa Senhora de Polsi, no município de San Luca, durante a festa de setembro. Essas reuniões anuais, conhecidas como crimine, têm servido tradicionalmente como um fórum para discutir estratégias futuras e resolver disputas entre os locali. A assembleia exerce fracos poderes de supervisão sobre as atividades de todos os grupos 'Ndrangheta. Forte ênfase foi colocada no caráter temporário da posição do chefe do crime. A cada reunião era eleito um novo representante. Longe de ser o "chefe dos chefes", o capocrimine na verdade tem comparativamente pouca autoridade para interferir nas rixas familiares ou para controlar o nível de violência intrafamiliar.
Nessas reuniões, cada chefe "deve prestar contas de todas as atividades realizadas durante o ano e de todos os fatos mais importantes ocorridos em seu território, como sequestros, homicídios, etc." A preeminência histórica da família San Luca é tal que todo novo grupo ou localidade deve obter sua autorização para operar e todo grupo pertencente à 'Ndrangheta "ainda tem que depositar uma pequena porcentagem dos rendimentos ilícitos ao principale de San Luca em reconhecimento à supremacia primordial deste último".
Preocupações com a segurança levaram à criação na 'Ndrangheta de uma sociedade secreta dentro da sociedade secreta: La Santa. A adesão a Santa é conhecida apenas por outros membros. Ao contrário do código, permitia que os patrões estabelecessem relações estreitas com os deputados estaduais, a ponto de alguns deles serem filiados a Santa. Essas conexões eram muitas vezes estabelecidas através da Maçonaria, à qual os santisti – quebrando outra regra do código tradicional – eram autorizados a ingressar.
Desde o fim da Segunda Guerra da 'Ndrangheta em 1991, a 'Ndrangheta é governada por um corpo colegiado ou Comissão, conhecido como La Provincia. Sua principal função é a solução de conflitos interfamiliares. O órgão, também chamado de Comissão em referência à sua contraparte siciliana, é composto por três órgãos inferiores, conhecidos como mandamenti. Um para os clãs do lado jônico (as montanhas Aspromonte e Locride) da Calábria, um segundo para o lado tirreno (as planícies de Gioia Tauro) e um mandato central para a cidade de Reggio Calabria.
Um artigo publicado em julho de 2019 no Canadá resumiu a estrutura tradicional:

"Durante décadas, as famílias 'Ndrangheta de Siderno que operam no Canadá - cerca de sete delas - foram governadas por um conselho de administração, chamado de "camera di controllo", ou câmara de controle. O conselho local, como em outros países ao redor o mundo e outras regiões da Itália onde os clãs se espalharam, foram todos subservientes aos clãs-mãe da Calábria, sob um corpo conhecido como 'il Crimine di Siderno'"."
Em meados de 2019, no entanto, a polícia de ambos os países estava convencida de que "a presença canadense da 'Ndrangheta se tornou tão poderosa e influente que o conselho ao norte de Toronto tem autoridade para tomar decisões, não apenas em relação ao submundo do Canadá, mas também no exterior, mesmo em Siderno".

## Atividades
De acordo com a italiana DIA (Direzione Investigativa Antimafia, Departamento da Polícia da Itália contra o crime organizado) e a Guardia di Finanza (Guarda de Finanças), a "'Ndrangheta é agora uma das organizações criminosas mais poderosas do mundo". As atividades econômicas da 'Ndrangheta incluem cocaína internacional e tráfico de armas, com investigadores italianos estimando que 80% da cocaína da Europa passa pelo porto calabrês de Gioia Tauro e é controlada pela 'Ndrangheta. No entanto, de acordo com um relatório do Observatório Europeu da Droga e da Toxicodependência (EMCDDA) e da Europol, a Península Ibérica é considerada a principal porta de entrada da cocaína na Europa e uma porta de entrada no mercado europeu. O Escritório das Nações Unidas sobre Drogas e Crime (UNODC) estimou que em 2007 quase dez vezes mais cocaína foi interceptada na Espanha (quase 38 MT) em comparação com a Itália (quase 4 MT).
Os grupos 'Ndrangheta e os grupos sicilianos Cosa Nostra às vezes atuam como joint ventures em empresas de tráfico de cocaína. Outras atividades incluem desvio de dinheiro de grandes projetos de construção de obras públicas, lavagem de dinheiro e crimes tradicionais, como usura e extorsão. 'Ndrangheta investe lucros ilegais em imóveis legais e atividades financeiras.
No início de fevereiro de 2017, os Carabinieri prenderam 33 suspeitos da Piromalli 'ndrina da máfia da Calábria, que supostamente exportava azeite de oliva extra virgem falso para os Estados Unidos; o produto era na verdade óleo de bagaço de azeitona barato rotulado de forma fraudulenta.
No início de 2016, o programa de televisão americano 60 Minutes alertou que "o negócio do azeite foi corrompido pela máfia" e que a "Agromafia" era uma empresa de 16 bilhões de dólares por ano.
O volume de negócios da 'Ndrangheta é estimado em quase 44 bilhões de euros em 2007, aproximadamente 2,9% do PIB da Itália, de acordo com um instituto de pesquisa privado, o Eurispes (Instituto de Estudos Políticos, Econômicos e Sociais) na Itália. O tráfico de drogas é a atividade mais lucrativa com 62% do faturamento total.
| Atividade ilícita                      | Renda            |
| -------------------------------------- | ---------------- |
| Tráfico de drogas                      | € 27.240 bilhões |
| Empresa comercial e contratos públicos | € 5.733 bilhões  |
| Extorsão e usura                       | € 5.017 bilhões  |
| Tráfico de armas                       | € 2.938 bilhões  |
| Prostituição e tráfico humano          | € 2.867 bilhões  |
| Total                                  | € 43.795 bilhões |

## Fora da Itália
A 'Ndrangheta estabeleceu filiais no exterior, principalmente por meio da migração. A sobreposição de sangue e família mafiosa parece ter ajudado a 'Ndrangheta a expandir-se para além do seu território tradicional: "O vínculo familiar não só funcionou como um escudo para proteger os segredos e aumentar a segurança, mas também ajudou a manter a identidade no território de origem e reproduzi-lo em territórios para onde a família migrou."  'Ndrine está operando no norte da Itália, Alemanha, Bélgica, Holanda, França, resto da Europa, Estados Unidos, Canadá e Austrália. Um grupo de  'ndranghetisti descoberto fora da Itália estava em Ontário, Canadá, várias décadas atrás. Eles foram apelidados de Siderno Group por juízes canadenses, já que a maioria de seus membros vinha de Siderno e arredores.
Magistrados da Calábria alertaram há alguns anos sobre a escalada internacional das operações da 'Ndrangheta. Acredita-se agora que ultrapassou o eixo tradicional entre a Cosa Nostra siciliana e a americana, para se tornar o maior importador de cocaína para a Europa.
Fora da Itália a 'Ndrangheta opera em vários países, como:

### Albânia
De acordo com o Serviço Federal de Inteligência da Alemanha, o Bundesnachrichtendienst (BND), em um relatório vazado para um jornal de Berlim, afirma que a 'Ndrangheta "age em estreita cooperação com as famílias da máfia albanesa na movimentação de armas e narcóticos pelas fronteiras porosas da Europa".

### Argentina
Em novembro de 2006, foi desarticulada uma rede de tráfico de cocaína que operava na Argentina, Espanha e Itália. A polícia argentina disse que a 'Ndrangheta tinha raízes no país e enviava cocaína pela Espanha para Milão e Turim. Em outubro de 2022, um líder da máfia italiana 'Ndrangheta, Carmine Alfonso Maiorano, responsável pelas operações de tráfico de drogas e armas entre a América Latina e a Europa, foi capturado em Guernica, Buenos Aires, após anos de caçada.

### Austrália
Conhecido pelo nome de "The Honored Society", o 'Ndrangheta controlava o crime organizado ítalo-australiano ao longo da costa leste da Austrália desde o início do Século XX. 'Ndrangheta operando na Austrália inclui os clãs Sergi, Barbaro  e Papalia. Da mesma forma, em Victoria, as principais famílias são nomeadas como Italiano, Arena, Muratore, Benvenuto e Condello. Na década de 1960, a guerra entre os clãs 'Ndrangheta estourou pelo controle do Victoria Market em Melbourne, onde cerca de 45 milhões de dólares em frutas e vegetais passavam a cada ano. Após a morte de Domenico Italiano, conhecido como Il Papa, diferentes clãs tentaram obter o controle do mercado de produtos. Na época, não estava claro se a maioria dos envolvidos era afiliada à 'Ndrangheta.
A 'Ndrangheta começou na Austrália, em Queensland, onde continuou sua forma de crime organizado rural, especialmente na indústria de frutas e vegetais. Após os assassinatos de gangues de Melbourne em 1998–2006, que incluíram o assassinato de 'Ndrangheta Godfather Frank Benvenuto. Em 2008, a 'Ndrangheta estava ligada à importação de 15 milhões de comprimidos de ecstasy para Melbourne, na época o maior transporte de ecstasy do mundo. As pílulas estavam escondidas em um contêiner cheio de latas de tomate da Calábria. O chefe australiano da 'Ndrangheta, Pasquale Barbaro, foi preso. O pai de Pasquale Barbaro, Francesco Barbaro, foi chefe durante a década de 1970 e início da década de 1980 até sua aposentadoria. Vários do clã Barbaro, incluindo entre outros, Francesco, eram suspeitos de orquestrar o assassinato do empresário australiano Donald Mackay em julho de 1977 por sua campanha antidrogas.
As autoridades italianas acreditam que o ex-prefeito da cidade de Stirling, na Austrália Ocidental, Tony Vallelonga, é associado de Giuseppe Commisso, chefe do clã Siderno da 'Ndrangheta. Em 2009, a polícia italiana ouviu os dois discutindo as atividades de Ndrangheta. Desde que migrou da Itália para a Austrália em 1963, Vallelonga "estabeleceu uma longa carreira na política popular".
A 'Ndrangheta também está ligada a grandes importações de cocaína. Até 500 quilos de cocaína foram documentados relacionados à máfia e associados australianos contrabandeados em placas de mármore, tubos de plástico e atum enlatado, vindos da América do Sul para Melbourne via Itália entre 2002 e 2004. Um relatório de 2016 da Vice Media indicou que as atividades continuaram a ser lucrativas: "Entre 2004 e 2014, os membros da gangue acumularam mais de US$ 10 milhões [US$ 7,6 milhões] em imóveis e cavalos de corrida apenas em Victoria, despejando dinheiro em atacadistas, cafés e restaurantes".
Um relatório de junho de 2015 da BBC News discutiu uma investigação da Fairfax Media e Four Corners que alegou que "a 'Ndrangheta administra um negócio de drogas e extorsão no valor de bilhões de euros" na Austrália e que "políticos foram infiltrados pela máfia calabresa".
Em fevereiro de 2020, dois indivíduos, considerados "reis multimilionários das frutas e vegetais", foram acusados de serem capos da 'Ndrangheta, tendo um relacionamento com a "organização criminosa secreta". O relatório do Sydney Morning Herald especificou que os dois "não são acusados de nenhum crime na Itália ou na Austrália". A suposta informação foi obtida durante investigações de outros indivíduos durante a Operação Eyphemos na Calábria, que "levou à prisão de 65 homens por supostas atividades da máfia, incluindo extorsão e corrupção política na Calábria".

### Bélgica
Os clãs 'Ndrangheta compraram quase "um bairro inteiro" em Bruxelas com dinheiro lavado proveniente do tráfico de drogas. Em 5 de março de 2004, 47 pessoas foram presas, acusadas de tráfico de drogas e lavagem de dinheiro para comprar imóveis em Bruxelas por cerca de 28 milhões de euros. As atividades se estenderam à Holanda, onde grandes quantidades de heroína e cocaína foram compradas pelo clã Pesce-Bellocco de Rosarno e pelo clã Strangio de San Luca.

### Brasil
Forças da Polícia Federal brasileira vincularam atividades ilegais de tráfico de drogas no Brasil a 'Ndrangheta na Operação Monte Pollino, que desmontou esquemas de exportação de cocaína para a Europa.
Vários chefes importantes da 'Ndrangheta foram presos no Brasil, como Domenico Pelle, Nicola Assisi e Rocco Morabito.
Assisi e Morabito (segundo investigações da Polícia Federal) residiam no Brasil, onde fingiam ser legítimos empresários e viviam em propriedades de luxo, enquanto negociavam com importantes membros do Primeiro Comando da Capital (PCC) (considerado o maior sindicato criminoso do Brasil e um dos cartéis de drogas mais poderosos e violentos do mundo) acordos para embarque e exportando grandes carregamentos de cocaína para a Europa.

### Canadá
De acordo com uma reportagem de maio de 2018, "o chefe do Velho Mundo 'Ndrangheta de Siderno enviou acólitos para povoar o Novo Mundo", incluindo Michele Mike Racco, que se estabeleceu em Toronto em 1952, seguido por outras famílias da máfia. Em 2010, investigadores na Itália disseram que a 'Ndrangheta de Toronto havia subido "ao topo do mundo do crime" com "um cordão umbilical inquebrável" para a Calábria. No livro de 2018, The Good Mothers: The True Story of the Women Who Took on the World's Most Powerful Mafia, Alex Perry relata que a 'Ndrangheta da Calábria substituiu, na última década, a Cosa Nostra siciliana como principal traficante de drogas na América do Norte.
Acredita-se que o 'Ndrangheta canadense esteja envolvido em várias atividades, incluindo o contrabando de produtos de tabaco] não licenciados por meio de laços com elementos criminosos em tribos nativas americanas transfronteiriças. De acordo com Alberto Cisterna, do Diretório Nacional Anti-Máfia da Itália, a 'Ndrangheta tem uma forte presença no Canadá. "Há um grande número de pessoas na América do Norte, especialmente em Toronto. E por duas razões. A primeira está ligada ao sistema bancário. O sistema bancário do Canadá é muito sigiloso; não permite investigações. Portanto, o Canadá é o lugar ideal para lavar dinheiro. A segunda razão é contrabandear drogas." A 'Ndrangheta encontrou no Canadá um útil ponto de entrada na América do Norte. A organização usou extorsão, agiotagem, roubo, crimes eleitorais, fraudes hipotecárias e bancárias, crimes de violência e tráfico de cocaína.
Uma filial canadense denominada Siderno Group – porque seus membros vieram principalmente da cidade costeira jônica de Siderno, na Calábria – é a discutida anteriormente. Está ativo no Canadá desde a década de 1950, originalmente formado por Michele Mike Racco, que liderou o Grupo até sua morte em 1980. Siderno também abriga um dos maiores e mais importantes clãs da 'Ndrangheta, fortemente envolvido no negócio global de cocaína e lavagem de dinheiro. Antonio Commisso, o suposto líder do grupo Siderno, teria liderado os esforços para importar "... armas ilícitas, explosivos e drogas ..." Elementos de 'Ndrangheta foram relatados como presentes em Hamilton, Ontário, já em 1911. Famílias criminosas históricas na área de Hamilton incluem os Musitanos, Luppinos e Papalias.
De acordo com uma Declaração de Fato acordada arquivada no tribunal, "as Locali [células locais] fora da Calábria replicam a estrutura da Calábria e estão conectadas à sua mãe Locali na Calábria. A autoridade para iniciar a Locali fora da Calábria vem do governo órgãos da organização na Calábria. Os Locali fora da Calábria fazem parte da mesma organização 'Ndrangheta da Calábria e mantêm relações estreitas com os Locali de onde vêm seus membros." As atividades do grupo na área da Grande Toronto eram controladas por um grupo conhecido como "Camera di Controllo" que "toma todas as decisões finais", segundo o depoimento da testemunha. É composto por seis ou sete homens da área de Toronto, que coordenam atividades e resolvem disputas entre gângsteres da Calábria no sul de Ontário. Em 1962, Racco estabeleceu um crimini ou Camera di Controllo no Canadá com a ajuda de Giacomo Luppino e Rocco Zito. Um dos membros era Giuseppe Coluccio, antes de ser preso e extraditado para a Itália. Outros membros são Vincenzo DeMaria, Carmine Verduci antes de sua morte, e Cosimo Stalteri antes de sua morte. Em agosto de 2015, o Conselho de Imigração e Refugiados do Canadá (IRB) emitiu uma ordem de deportação para Carmelo Bruzzese. Bruzzese recorreu da decisão ao Tribunal Federal do Canadá, mas foi rejeitado, e em 2 de outubro de 2015, Bruzzese foi escoltado para um avião em Toronto, pousando em Roma, onde foi preso pela polícia italiana. O major Giuseppe De Felice, comandante dos Carabinieri, disse ao IRB que Bruzzese "assumia as funções e decisões mais importantes. Ele dava as ordens".
Depois de viver em Richmond Hill, Ontário, por cinco anos até 2010, Antonio Coluccio foi uma das 29 pessoas nomeadas em mandados de prisão na Itália em setembro de 2014. A polícia disse que eles faziam parte da família do crime Commisso 'ndrina em Siderno. Em julho de 2018, Coluccio foi condenado a 30 anos de prisão por corrupção. Seus dois irmãos, incluindo Salvatore e Giuseppe Coluccio, já estavam na prisão devido a condenações relacionadas à máfia.
Em junho de 2018, Cosimo Ernesto Commisso, de Woodbridge, Ontário, e uma mulher não relacionada foram baleados e mortos em seu veículo enquanto estavam fora de casa. Segundo fontes contatadas pelo Toronto Star, "Commisso era parente de Cosimo The Quail Commisso de Siderno, Itália, que teve relações em Ontário, é considerado pela polícia como um "chefe do crime organizado 'Ndrangheta". O National Post informou que Cosimo Ernesto Commisso, embora não seja um criminoso conhecido, "compartilha um nome e laços familiares com um homem que há décadas tem a reputação de ser um líder da máfia na área de Toronto". O primo de The Quail, Antonio Commisso, estava na lista dos fugitivos mais procurados da Itália até sua captura em 28 de junho de 2005, em Woodbridge.
Em junho de 2015, a Real Polícia Montada do Canadá (RCMP) liderou batidas policiais na área da Grande Toronto, denominadas Projeto OPhoenix, que resultaram na prisão de 19 homens, supostamente afiliados à 'Ndrangheta. Em março de 2018, durante o julgamento criminal resultante ao norte de Toronto, o tribunal ouviu de um tenente-coronel Carabinieri que 'Ndrangheta está ativo na Alemanha, Austrália e na área metropolitana de Toronto. "As pessoas na Itália têm que ser responsáveis por seus representantes aqui, mas a palavra final vem da Itália". Um membro da célula 'Ndrangheta da área metropolitana de Toronto, Carmine Guido, que havia sido informante da polícia, testemunhou longamente em 2018 sobre a estrutura e as atividades da organização que estava sob o controle do italiano, residente em Bradford, Ontário, Giuseppe Pino Ursino e o romeno Cosmin Chris Dracea, de Toronto. Os dois últimos enfrentaram duas acusações de tráfico de cocaína em benefício de uma organização criminosa e uma acusação de conspiração para cometer um crime passível de processo criminal. Guido recebeu 2,4 milhões de dólares da Real Polícia Montada do Canadá entre 2013 e 2015 para gravar secretamente dezenas de conversas com supostos membros da 'Ndrangheta. Em fevereiro de 2019, Ursino foi condenado a 11 anos e meio de prisão por acusações de tráfico de drogas, com Dracea condenado a nove anos de prisão por conspiração para tráfico de cocaína. Nenhum deles tinha antecedentes criminais. Na sentença, o juiz presidente fez o seguinte comentário: "Com base nas evidências do julgamento, Giuseppe Ursino é um membro de alto escalão da 'Ndrangheta que orquestrou conduta criminosa e depois recuou para diminuir sua potencial implicação" ... Cosmin Dracea sabia que estava lidando com membros de uma organização criminosa quando conspirou para importar cocaína".
Durante o julgamento de Ursino/Dracea, um especialista da polícia italiana testemunhou que a 'Ndrangheta operava na área metropolitana de Toronto e em Thunder Bay, particularmente em tráfico de drogas, extorsão, agiotagem, roubo de fundos públicos, roubo, fraude, crimes eleitorais e crimes de violência. Após o julgamento, Tom Andreopoulos, vice-promotor federal, disse que esta foi a primeira vez no Canadá que a 'Ndrangheta foi apontada como um grupo do crime organizado desde 1997, quando o Código Penal foi alterado para incluir o crime de organização criminosa. Ele ofereceu este comentário sobre a organização:

"Estamos falando de crime organizado estruturado. Estamos falando de uma entidade política, quase; uma cultura do crime que coloniza o mar da Itália ao Canadá. Esta é uma das organizações criminosas mais sofisticadas do mundo."
Em junho de 2018, um especialista em máfia escreveu que "uma nova aliança entre os associados de Bonanno e a Família Violi é significativo, pois sugere uma proeminência crescente para a máfia calabresa - a 'Ndrangheta - dentro das famílias de Nova York e no Canadá". A criminologista Anna Sergi, da Universidade de Essex, acrescentou que o tráfico de drogas era a atividade mais ativa na América do Norte.
Em 18 de julho de 2019, a Polícia Regional de York anunciou a maior apreensão do crime organizado em Ontário, parte de uma operação de 18 meses chamada Projeto Sindicato, que também foi coordenada com a Polícia Estadual Italiana. A Polícia Regional de York prendeu 15 pessoas no Canadá, 12 pessoas na Calábria e apreendeu 35 milhões de dólares em casas, carros esportivos e dinheiro em uma grande investigação transatlântica visando a ala mais proeminente da 'Ndrangheta no Canadá, chefiada por Angelo Figliomeni. Nos dias 14 e 15 de julho, aproximadamente 500 policiais invadiram 48 residências e empresas em toda a Região Metropolitana de Toronto, apreendendo 27 casas no valor de 24 milhões de dólares, 23 carros, incluindo cinco Ferraris, e 2 milhões de dólares em dinheiro e joias. Nove das 15 prisões no Canadá incluíram figuras importantes do crime: Angelo Figliomeni, Vito Sili, Nick Martino, Emilio Zannuti, Erica Quintal, Salvatore Oliveti, Giuseppe Ciurleo, Rafael Lepore e Francesco Vitucci. As acusações apresentadas incluíam sonegação de impostos, lavagem de dinheiro, fraude ao governo e participação em organização criminosa.
Durante uma coletiva de imprensa em Vaughan, Ontário, Fausto Lamparelli, da Polícia Estadual Italiana, fez este comentário sobre a relação entre a 'Ndrangheta em Ontário e a Calábria:

"Esta investigação nos permitiu aprender algo novo. As famílias do crime 'Ndrangheta no Canadá são capazes de operar de forma autônoma, sem pedir permissão ou buscar orientação da Itália. Tradicionalmente, os clãs 'Ndrangheta em todo o mundo são todos subservientes à nave-mãe na Calábria. Isso sugere o poder e a influência que os clãs canadenses construíram."
Em 9 de agosto de 2019, como parte da mesma investigação conjunta, vários ex-residentes da área da Grande Toronto foram presos na Calábria, incluindo Giuseppe DeMaria, Francesco Commisso, Rocco Remo Commisso, Antonio Figliomeni e Cosimo Figiomeni. Vincenzo Muià visitou Toronto em 31 de março de 2019 para se encontrar com Angelo e Cosimo Figliomeni, em busca de respostas sobre quem emboscou e matou seu irmão, Carmelo Muià, em Siderno em 18 de janeiro de 2018; O smartphone de Muià estava involuntariamente e secretamente transmitindo suas conversas a portas fechadas para as autoridades na Itália.
Em 2020, as acusações feitas contra três indivíduos como resultado do Projeto Sindicato foram "suspensas" (a acusação foi descontinuada), a menos que os promotores encontrassem novas evidências e prosseguissem com as acusações dentro de um ano. Em janeiro de 2021, as acusações contra os seis restantes também foram suspensas, incluindo a de Angelo Figliomeni, "o chefe da 'Ndrangheta em Toronto", segundo a Polícia Regional de York. As acusações foram suspensas após uma investigação "sobre o uso de conversas privilegiadas" que descobriu "uso indevido de escutas telefônicas" e "violações significativas do privilégio advogado-cliente". Todos os bens apreendidos pela polícia agora devem ser devolvidos - com exceção de posses ilegais.

### Colômbia
Os clãs 'Ndrangheta estavam intimamente associados aos grupos paramilitares Autodefesas Unidas da Colômbia (AUC), liderados por Salvatore Mancuso, filho de imigrantes italianos; rendeu-se ao governo de Álvaro Uribe para evitar a extradição para os Estados Unidos. De acordo com Giuseppe Lumia, da Comissão Parlamentar Antimáfia italiana, 'os clãs Ndrangheta estão ativamente envolvidos na produção de cocaína. Os Mancuso 'ndrina são uma poderosa família 'Ndrangheta.

### Alemanha
De acordo com um estudo do Serviço Federal de Inteligência da Alemanha, o Bundesnachrichtendienst (BND), 'grupos Ndrangheta estão usando a Alemanha para investir dinheiro de drogas e contrabando de armas. Os lucros são investidos em hotéis, restaurantes e casas, especialmente ao longo da costa do Báltico e nos estados alemães orientais da Turíngia e Saxônia. Os investigadores acreditam que as bases da máfia na Alemanha são usadas principalmente para transações financeiras clandestinas. Em 1999, o Escritório Estadual de Investigação Criminal em Stuttgart investigou um italiano de San Luca que supostamente havia lavado milhões por meio de um banco local, o Sparkasse Ulm. O homem alegou que administrava uma lucrativa concessionária de carros e as autoridades não conseguiram provar que o negócio não era a fonte de seu dinheiro. O Bundeskriminalamt (BKA) concluiu em 2000 que "as atividades desse clã 'Ndrangheta representam um fenômeno criminoso multirregional". Em 2009, um relatório confidencial do BKA disse que cerca de 229 famílias 'Ndrangheta viviam na Alemanha e estavam envolvidas em tráfico de armas, lavagem de dinheiro, tráfico de drogas e extorsão, bem como negócios legais. Cerca de 900 pessoas estavam envolvidas em atividades criminosas e também eram proprietárias legais de centenas de restaurantes, além de serem grandes players do mercado imobiliário no antigo Oriente. A família 'Ndrangheta mais representada é originária da cidade de San Luca (Itália), com cerca de 200 membros na Alemanha. Uma guerra entre os dois clãs 'Ndrangheta Pelle-Romeo (Pelle-Vottari) e Strangio-Nirta de San Luca que começou em 1991 e resultou em várias mortes na Alemanha em 2007; seis homens foram mortos a tiros em frente a um restaurante italiano em Duisburg em 15 de agosto de 2007. Segundo o chefe da Polícia Federal alemã, Joerg Ziercke, "metade dos grupos criminosos identificados na Alemanha pertencem à 'Ndrangheta. É o maior grupo criminoso desde a década de 1980. Em comparação com outros grupos que operam na Alemanha, os italianos tem a organização mais forte."

### Países Baixos
Sebastiano Strangio supostamente viveu por 10 anos nos Países Baixos, onde administrou seus contatos com cartéis de cocaína colombianos. Ele foi preso em Amsterdã em 27 de outubro de 2005. Os portos marítimos de Rotterdam e Amsterdã são usados para importar cocaína. Os clãs Giorgi, Nirta e Strangio de San Luca têm base nos Países Baixos e em Bruxelas (Bélgica). Em março de 2012, o chefe do Esquadrão Criminal Nacional Holandês (Dienst Nationale Recherche, DNR) afirmou que o DNR se associaria à Administração Fiscal e Aduaneira e ao Serviço de Informação e Investigação Fiscal para combater a 'Ndrangheta.

### Malta
David Gonzi, filho do ex-primeiro-ministro de Malta, Lawrence Gonzi, foi acusado de atividades ilegais por atuar como acionista fiduciário de uma empresa de jogos. A empresa em questão era operada por um associado calabresa da 'Ndrangheta em Malta. Seu nome apareceu várias vezes em um documento de investigação de mais de 750 páginas encomendado pelo tribunal de Reggio Calabria. Gonzi chamou o documento de pouco profissional. Um mandado de prisão europeu foi publicado para Gonzi comparecer ao tribunal, mas isso nunca se concretizou. Gonzi, no entanto, foi completamente exonerado da lista de potenciais suspeitos na apreensão de jogos de 'Ndrangheta.
Após investigação da presença da 'Ndrangheta, 21 casas de jogo tiveram a licença de funcionamento temporariamente suspensa em Malta devido a irregularidades no período de um ano.
Em um Aviso de Conclusão da Investigação datado de 30 de junho de 2016, uma ação criminal foi iniciada na Itália contra 113 pessoas originalmente mencionadas na investigação.

### Eslováquia
Em fevereiro de 2018, o jornalista investigativo eslovaco Ján Kuciak foi morto a tiros em sua casa junto com sua noiva. Na época de seu assassinato, Kuciak estava trabalhando em um relatório sobre as conexões eslovacas com a 'Ndrangheta. Ele já havia informado sobre fraude fiscal organizada envolvendo empresários próximos ao partido governista Smer-SD. Em 28 de fevereiro, Aktuality.sk publicou a última história inacabada de Kuciak. O artigo detalha as atividades de empresários italianos ligados ao crime organizado que se estabeleceram no leste da Eslováquia e passaram anos desviando fundos da União Europeia destinados ao desenvolvimento desta região relativamente pobre, bem como suas conexões com altos funcionários do estado, como Viliam Jasaň, deputado e secretário do Conselho de Segurança do Estado da Eslováquia, e Mária Trošková, uma ex-modelo nua que se tornou assessora-chefe do primeiro-ministro Robert Fico. Tanto Jasaň quanto Trošková se despediram no mesmo dia, afirmando que retornariam aos seus cargos assim que as investigações fossem concluídas.

### Suíça
O sindicato do crime tem uma presença significativa na Suíça desde o início da década de 1970, mas tem operado lá com pouco escrutínio devido aos estilos de vida discretos de seus membros, ao cenário jurídico suíço e às bases sólidas nos negócios locais. Após a rixa de San Luca em 2007 e as prisões subsequentes na Itália (Operação "Crimine"), ficou claro que o grupo também havia se infiltrado nas regiões economicamente prósperas da Suíça e do sul da Alemanha. Em março de 2016, a polícia suíça em cooperação com promotores estaduais italianos prendeu um total de 15 indivíduos, 13 na cidade de Frauenfeld, 2 no cantão de Valais, acusando-os de participação ativa em um sindicato do crime organizado também conhecido como "Operazione Helvetica". Desde 2015, a Polícia Federal suíça realiza vigilância secreta e registra as reuniões do grupo em um restaurante em um pequeno vilarejo nos arredores de Frauenfeld. As reuniões aconteciam em um local relativamente remoto usando a agora extinta entidade "Wängi Boccia Club" como sua capa. Segundo o promotor italiano Antonio De Bernardo, existem várias células operando dentro da jurisdição da Federação Suíça, estimando o número de operacionais por célula em cerca de 40, e um par de 100 no total. Todas as pessoas presas são cidadãos italianos, os dois homens presos no Valais já foram extraditados para a Itália e, em agosto de 2016, um indivíduo preso em Frauenfeld foi aprovado para extradição para a Itália.

### Reino Unido
Em Londres, acredita-se que os clãs Aracri e Fazzari sejam ativos na lavagem de dinheiro, restauração e tráfico de drogas.

### Estados Unidos
As primeiras evidências da atividade de 'Ndrangheta nos Estados Unidos apontam para um esquema de intimidação executado pelo sindicato nas cidades mineiras da Pensilvânia; este esquema foi descoberto em 1906. As atividades atuais da 'Ndrangheta nos Estados Unidos envolvem principalmente tráfico de drogas, contrabando de armas e lavagem de dinheiro. Sabe-se que as filiais da 'Ndrangheta na América do Norte têm se associado ao crime organizado ítalo-americano. A família Suraci de Reggio Calabria mudou algumas de suas operações para os EUA. A família foi fundada por Giuseppe Suraci, que está nos Estados Unidos desde 1962. Seu primo mais novo, Antonio Rogliano, comanda a família na Calábria. Na terça-feira, 11 de fevereiro de 2014, o FBI e a polícia italiana interceptaram a rede transatlântica de famílias criminosas americanas e italianas. O ataque teve como alvo as famílias Gambino e Bonanno nos Estados Unidos, enquanto na Itália, teve como alvo os Ursino 'ndrina de Gioiosa Ionica. Os arguidos foram acusados de tráfico de droga, branqueamento de capitais e crimes de armas de fogo, com base, em parte, na sua participação numa conspiração transnacional de tráfico de heroína e cocaína envolvendo a 'Ndrangheta. A operação começou em 2012, quando os investigadores detectaram um plano de membros do clã Ursino da 'Ndrangheta para contrabandear grandes quantidades de drogas. Um agente secreto foi enviado para a Itália e conseguiu se infiltrar no clã. Um agente secreto também esteve envolvido na entrega de 1,3 kg de heroína em Nova York como parte da operação de infiltração.
Em junho de 2018, um especialista em máfia escreveu que "uma nova aliança entre os associados de Bonanno e a família Violi é significativo, pois sugere uma proeminência crescente da máfia calabresa - a 'Ndrangheta - nas famílias de Nova York e no Canadá". A criminologista Anna Sergi, da Universidade de Essex, acrescentou que o tráfico de drogas era a atividade mais ativa na América do Norte.

### Uruguai
Em 24 de junho de 2019, o líder da 'Ndrangheta Rocco Morabito, apelidado de "rei da cocaína de Milão", escapou da Prisão Central de Montevidéu ao lado de outros três detentos, escapando "por um buraco no telhado do prédio". Morabito aguardava extradição para a Itália por tráfico internacional de drogas, tendo sido preso em um hotel de Montevidéu em 2017, depois de morar em Punta del Este com nome falso por 13 anos.